# Lee Fogolin (hockey sur glace, 1926)
Pour les articles homonymes, voir Lee Fogolin et Fogolin.
Lidio John Fogolin dit Lee (né le 27 février 1926 à Fort William, dans la province de l'Ontario au Canada — mort le 29 novembre 2000) est un joueur professionnel canadien de hockey sur glace.

## Carrière de joueur
Défenseur canadien qui joua dans la Ligue nationale de hockey durant près d'une décennie. Il commença sa carrière avec les Capitals d'Indianapolis de la Ligue américaine de hockey au début de la saison 1947-1948. Il fit aussi ses débuts cette saison-là dans la LNH avec les Red Wings de Détroit lors de la finale de la Coupe Stanley disputée face aux Maple Leafs de Toronto. Les Leafs en sortirent vainqueurs.
Il commença la saison suivante avec les Capitals de la LAH, mais fut vite amené à joindre les Wings en cours de saison. La saison 1949-1950 fut marquée par sa première présence au Match des étoiles de la Ligue nationale de hockey. De plus, il aida les Red Wings à remporter la Coupe Stanley au terme de la saison. Lors de la saison qui suivit, il fut échangé aux Blackhawks de Chicago où il termina sa carrière dans la LNH. Il termina définitivement sa carrière en 1967 après une saison avec les Stampeders de Calgary de la Western Hockey League qui était alors une ligue professionnelle mineure.
Il meurt à Thunder Bay le 29 décembre 2000.

## Statistiques
| Saison     | Équipe                  | Ligue      |     | Saison régulière | Saison régulière | Saison régulière | Saison régulière | Saison régulière |   | Séries éliminatoires | Séries éliminatoires | Séries éliminatoires | Séries éliminatoires | Séries éliminatoires |
| Saison     | Équipe                  | Ligue      | PJ  | B                | A                | Pts              | Pun              | PJ               | B | A                    | Pts                  | Pun                  |                      |                      |
| 1942-1943  | Juniors de Port Arthur  | TBJHL      | 1   | 0                | 0                | 0                | 0                | -                | - | -                    | -                    | -                    |                      |                      |
| 1943-1944  | Red Wings de Galt       | AHO        | 22  | 0                | 2                | 2                | 25               | 3                | 0 | 1                    | 1                    | 2                    |                      |                      |
| 1944-1945  | Red Wings de Galt       | AHO        | 17  | 3                | 7                | 10               | 32               | 10               | 1 | 3                    | 4                    | 25                   |                      |                      |
| 1945-1946  | Red Wings de Galt       | AHO        | 27  | 13               | 24               | 37               | 51               | 5                | 1 | 1                    | 2                    | 8                    |                      |                      |
| 1946-1947  | Knights d'Omaha         | USHL       | 59  | 2                | 9                | 11               | 117              | 11               | 1 | 3                    | 4                    | 27                   |                      |                      |
| 1947-1948  | Capitals d'Indianapolis | LAH        | 65  | 2                | 9                | 11               | 113              | -                | - | -                    | -                    | -                    |                      |                      |
| 1947-1948  | Red Wings de Détroit    | LNH        | -   | -                | -                | -                | -                | 2                | 0 | 1                    | 1                    | 6                    |                      |                      |
| 1948-1949  | Capitals d'Indianapolis | LAH        | 20  | 2                | 6                | 8                | 30               | -                | - | -                    | -                    | -                    |                      |                      |
| 1948-1949  | Red Wings de Détroit    | LNH        | 43  | 1                | 2                | 3                | 59               | 9                | 0 | 0                    | 0                    | 4                    |                      |                      |
| 1949-1950  | Red Wings de Détroit    | LNH        | 63  | 4                | 8                | 12               | 63               | 10               | 0 | 0                    | 0                    | 16                   |                      |                      |
| 1950-1951  | Red Wings de Détroit    | LNH        | 19  | 0                | 1                | 1                | 16               | -                | - | -                    | -                    | -                    |                      |                      |
| 1950-1951  | Black Hawks de Chicago  | LNH        | 35  | 3                | 10               | 13               | 63               | -                | - | -                    | -                    | -                    |                      |                      |
| 1951-1952  | Black Hawks de Chicago  | LNH        | 69  | 0                | 9                | 9                | 96               | -                | - | -                    | -                    | -                    |                      |                      |
| 1952-1953  | Black Hawks de Chicago  | LNH        | 70  | 2                | 8                | 10               | 79               | 7                | 0 | 1                    | 1                    | 4                    |                      |                      |
| 1953-1954  | Black Hawks de Chicago  | LNH        | 68  | 0                | 1                | 1                | 95               | -                | - | -                    | -                    | -                    |                      |                      |
| 1954-1955  | Black Hawks de Chicago  | LNH        | 9   | 0                | 1                | 1                | 16               | -                | - | -                    | -                    | -                    |                      |                      |
| 1955-1956  | Black Hawks de Chicago  | LNH        | 51  | 0                | 8                | 8                | 88               | -                | - | -                    | -                    | -                    |                      |                      |
| 1956-1957  | Stampeders de Calgary   | WHL        | 61  | 1                | 9                | 10               | 84               | 3                | 0 | 0                    | 0                    | 2                    |                      |                      |
| Totaux LNH | Totaux LNH              | Totaux LNH | 427 | 10               | 48               | 58               | 575              | 28               | 0 | 2                    | 2                    | 30                   |                      |                      |

## Trophées et honneurs personnels
- 1949-1950 : champion de la Coupe Stanley avec les Red Wings de Détroit
- 1950-1951 : Match des étoiles de la LNH
- 1951-1952 : Match des étoiles de la LNH

## Transactions en carrière
- 2 décembre 1950 : échangé aux Blackhawks de Chicago par les Red Wings de Détroit avec Steve Black en retour de Bert Olmstead et de Vic Stasiuk.

## Parenté dans le sport
- Père de Lee Fogolin Jr..